# Beatriz Olga Calviello
Prof. Dra. Beatriz Olga Calviello de Roldán ( 1934 ) es una botánica, y micóloga argentina.

## Algunas publicaciones
- Jorge E. Wright, Beatriz O. Calviello, Silvia G. Marchand. 1979. Un interesante hongo imperfecto sobre batracios, v. 5, N.º 13 de Revista del Museo. Museo Arg. de Ccias Nat. B. Rivadavia. 4 p.

- 1974. Una nueva especie del género Achaetomiella: (Ascomycetes sphaeriales). Museo Arg. de Ccias Nat. B. Rivadavia. 4 p.

### Libros
- 1981. Chaetomiaceae en la Argentina: el género Farrowia, v. 2, N.º 13 de Comunicaciones del Museo. Museo Arg. de Ccias Nat. B. Rivadavia. 92 p.

- 1979. Contribución al estudio de Ascomycetes argentinos: Una nueva especie de "Kernia (Microascales)", v. 5, N.º 12 de Revista. Museo Arg. de Ccias Nat. B. Rivadavia. 243 p.

- 1978. La familia Chaetomiaceae en Argentina, v. 5, N.º 7 de Revista del Museo. Museo Argentino de Ciencias Naturales Bernardino Rivadavia. 176 p.

- 1976. Las especies argentinas de "Melanospora" Cda. v. 5, N.º 4 de Revista del Museo. Museo Argentino de Ciencias Naturales Bernardino Rivadavia. 103 p.

- 1972. Estudio de las especies Argentinas del género Chaetomium Kunze ex Fr. (Chaetomiaceae) v. 11 y 3, N.º 14 de Revista: Ciencias botánicas. Museo Argentino de Ciencias Naturales Bernardino Rivadavia. 379 p.

- 1971. Estudio de las especies argentinas del género "Chaetomium", v. 3, N.º 13 de Revista. Museo Arg. de Ccias Nat. B. Rivadavia. 369 p.

- La abreviatura «Calviello» se emplea para indicar a Beatriz Olga Calviello como autoridad en la descripción y clasificación científica de los vegetales.[1]